# Hallmark Channel

Logotyp under 2000-talet.

Hallmark Channel är en amerikansk tv-kanal som sänts till ett flertal länder. 

## Översikt
Hallmark Channel har sänts i 153 länder, på 20 olika språk och når över 60 miljoner abonnenter.  Under nytt ägarskap relanserades Hallmark Channel i Storbritannien år 2000. Sedan dess har man lockat en växande publik som idag uppgår till nästan tio miljoner tittare. Hallmark Channel är en del av den internationella mediekoncernen NBC Universal. Hallmark Channel erbjuder dramaserier, filmpremiärer, hjältesagor och äventyr med tablåer anpassade för respektive region.
I hemlandet USA finns förutom Hallmark Channel även systerkanalen Hallmark Movie Channel. Kanalen ingår i Hallmark International Channel Network som ägs av NBC Universal. Företaget distribuerar en mängd olika versioner av Hallmark Channel till 153 länder och mer än 60 miljoner abonnenter i Europa, Mellanöstern, Afrika, Latinamerika och Asien. 

## Hallmark Channel i Norden
En pannordisk version fanns mellan 1996 och 2009. 
Kanalen introducerades i Sveriges först i Stjärn-TV:s kabelnät i Stockholm 1 mars 1996.
Under 2007 återlanserades kanalen även i Skandinavien men framgångarna var inte lika stora där. Den 31 augusti 2009 utgick Hallmark Channel i de svenska operatörernas kanalutbud då kanalen lades ner på den skandinaviska marknaden. Anledningen är att NBC Universal, som ägde kanalen, bestämde sig för att inte längre sända kanalen i Norden.